# مقاطعة بلمونت (أوهايو)
مقاطعة بلمونت (بالإنجليزية: Belmont County)‏ هي إحدى مقاطعات ولاية أوهايو في الولايات المتحدة الأمريكية.

## أعلام
- وليام دين هاولز
- أيزاياه روز
- ناثان إيفانز
- إسحاق ويلزي
- ويلسون شانون
- إليجاه وودز